# Col·lecció arqueològica d'Amorgós
La Col·lecció arqueològica d'Amorgós és una col·lecció o museu de Grècia situada a l'illa d'Amorgós, a l'arxipèlag de les Cíclades.
Es troba a la torre de Gavras, un edifici del període venecià que degué ser construït al s. XVI. L'edifici va ser donat el 1963 i rehabilitat entre 1972 i 1978.
Aquesta col·lecció es compon d'objectes de períodes compresos entre la prehistòria i l'època romana que s'han trobat en excavacions de l'illa, principalment en les seues tres antigues ciutats: Minoa, Egíala i Arcèsina.
Entre les troballes prehistòriques se'n troben peces de terrissa i figuretes de la civilització ciclàdica. També s'exposa una secció estratigràfica del jaciment arqueològic de Markianí.

D'èpoques posteriors, hi ha peces de ceràmica, estàtues, relleus i inscripcions epigràfiques de períodes compresos entre l'època arcaica i la romana. Cal destacar-ne un pitos funerari del s. IV ae. D'altra banda, hi ha algunes miniatures realitzades amb materials com argila, metall, or, ivori i vidre, que provenen principalment del jaciment de Minoa. També s'hi conserven alguns elements arquitectònics d'aquests períodes.

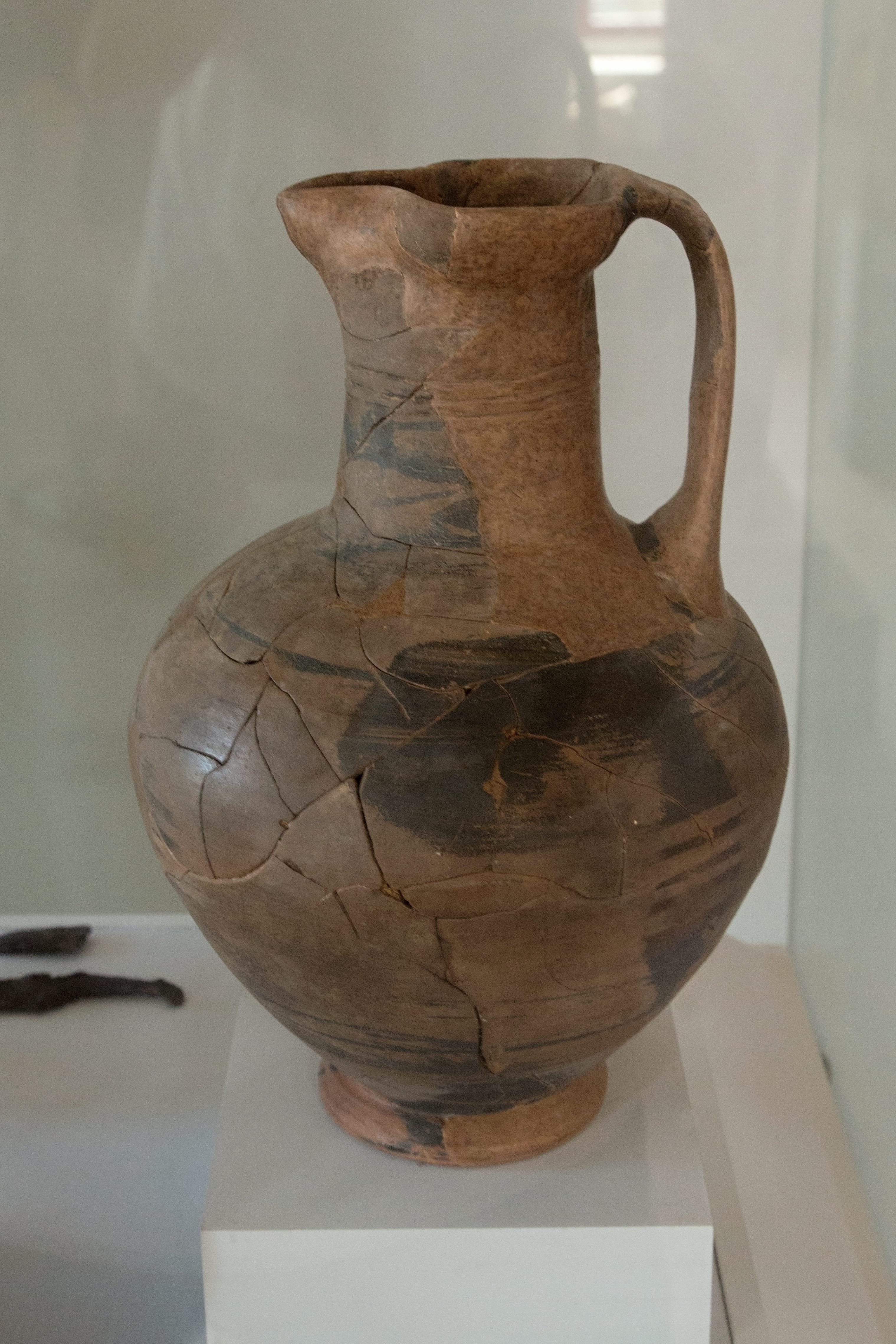
Peça de ceràmica del període protogeomètric o del geomètric antic
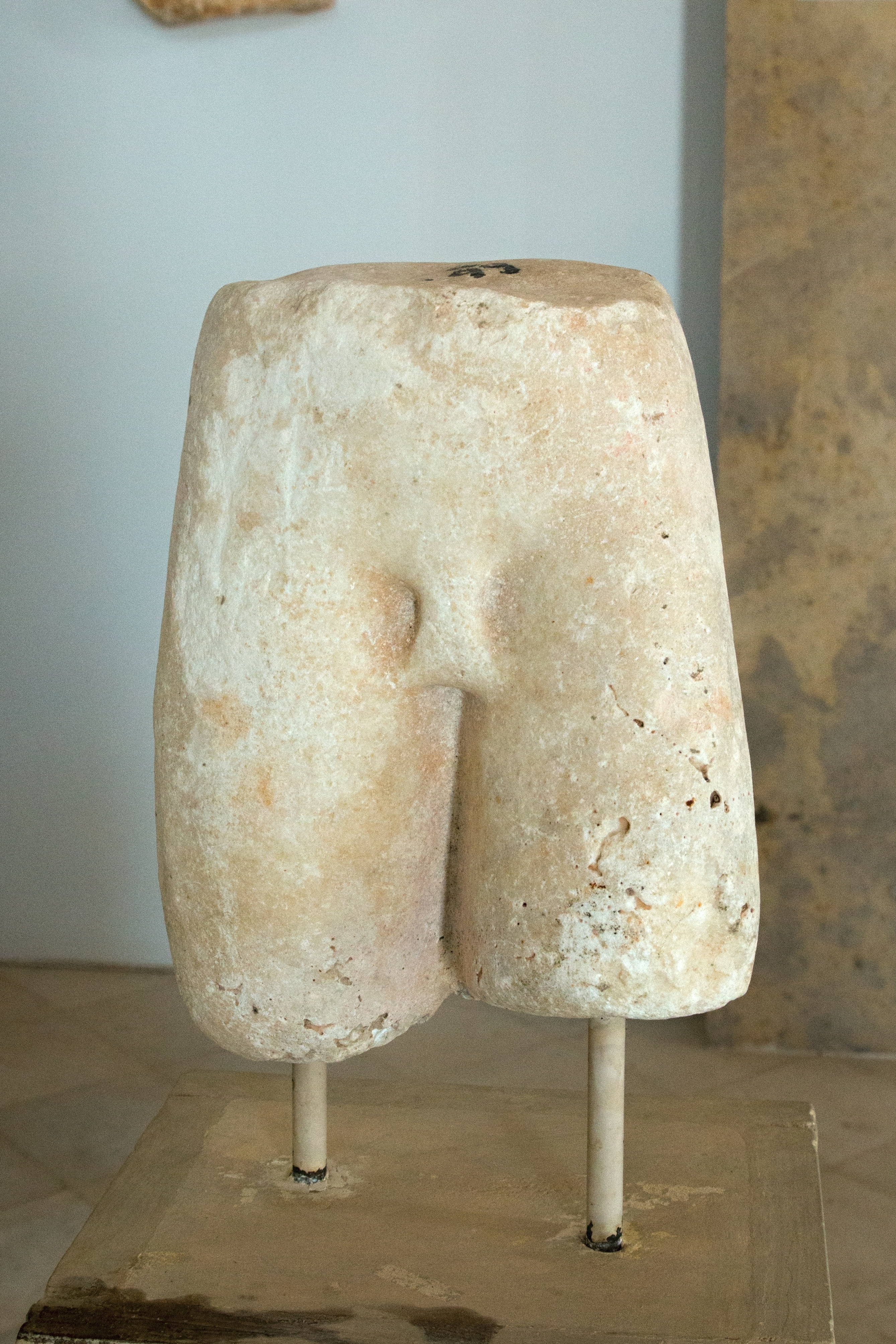
Part d'un kuros del període arcaic
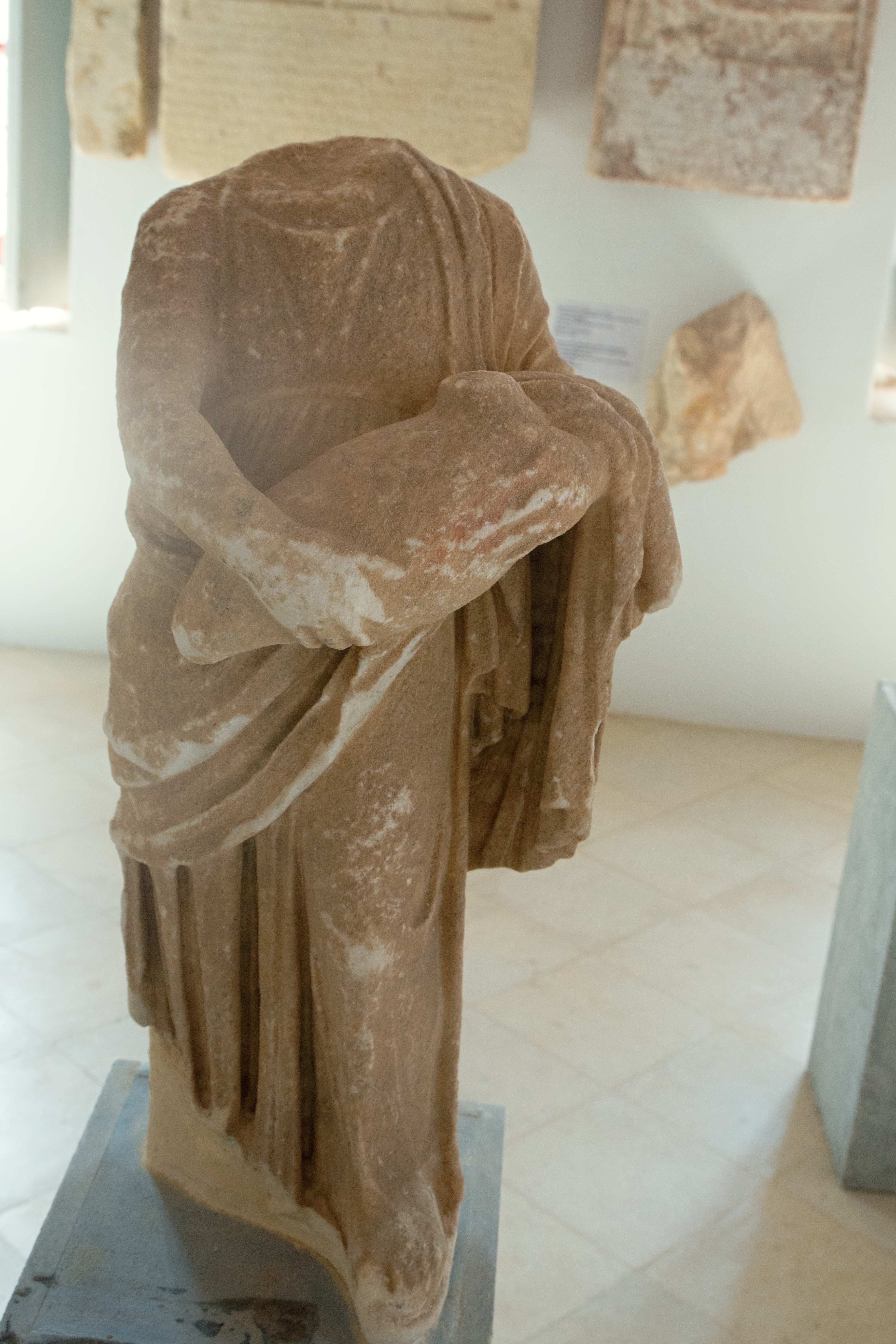
Estàtua de dona sense cap realitzada amb marbre de Paros, del període hel·lenístic